# Funkenhausen (Hückeswagen)
Funkenhausen ist eine Hofschaft in Hückeswagen im Oberbergischen Kreis, Regierungsbezirk Köln in Nordrhein-Westfalen (Deutschland).

## Lage und Beschreibung
Funkenhausen liegt im nordöstlichen Hückeswagen nahe der Bevertalsperre. Die Hofschaft ist über eine Zufahrtsstraße erreichbar, die bei Buchholz von der Bundesstraße 483 (B483) abzweigt.
Weitere Nachbarorte sind Linde, Mickenhagen, Zipshausen, Neuenherweg, Heinhausen und Eckenhausen. Abgegangen sind Girkenhausen und Platzhausen. Der Mickenhagener Bach fließt an der Hofschaft vorbei.

## Geschichte
1490 wurde der Ort das erste Mal in Kirchenrechnungen urkundlich erwähnt. Die Schreibweise der Erstnennung lautete (Hennesken) Funke. Die Karte Topographia Ducatus Montani aus dem Jahre 1715 zeigt den Hof als Funckenhusen. Im 18. Jahrhundert gehörte der Ort zum bergischen Amt Bornefeld-Hückeswagen.
1815/16 lebten neun Einwohner im Ort. 1832 gehörte Funkenhausen der Herdingsfelder Honschaft an, die ein Teil der Hückeswagener Außenbürgerschaft innerhalb der Bürgermeisterei Hückeswagen war. Der laut der Statistik und Topographie des Regierungsbezirks Düsseldorf als Weiler kategorisierte Ort besaß zu dieser Zeit zwei Wohnhäuser und zwei landwirtschaftliche Gebäude. Zu dieser Zeit lebten 16 Einwohner im Ort, allesamt evangelischen Glaubens.
Im Gemeindelexikon für die Provinz Rheinland werden 1885 ein Wohnhaus mit zehn Einwohnern angegeben. Der Ort gehörte zu dieser Zeit zur Landgemeinde Neuhückeswagen innerhalb des Kreises Lennep. 1895 besitzt der Ort ein Wohnhaus mit elf Einwohnern, 1905 ein Wohnhaus und sechs Einwohner.